# Cappello Alpino
Cappello alpino er en militær hovedbeklædning og det mest karakteristiske træk ved den italienske hærs alpinitroppers uniform. Cappello alpino er en rund grå filthat med skygge hele vejen rundt, som dog er sat op langs siden.
Alpini er let infanteritropper, som er specialiserede i alpin krigsførelse. Oprindeligt blev cappelloen kun udstedt til alpini, men snart blev cappelloen også benyttet af alpinikorpsenes støtteenheder såsom artilleriet, signalister og ingeniører. I dag benyttes cappelloen af medlemmer af 15 regimenter, tre bataljoner og forskellige befalingsmænd i hæren. Takket være den sorte ravnefjer, der bæres på hver cappello alpini, er alpinierne kendt som Le Penne Nere (De sorte fjer) i Italien. Et øgenavn alpinierne hurtigt tog til sig.
| Tøj | Spire Denne artikel om tøj, sko eller lignende er en spire som bør udbygges. Du er velkommen til at hjælpe Wikipedia ved at udvide den. |